# 国連メダル

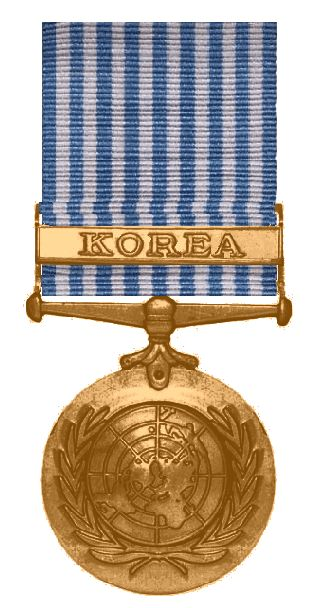
Koreaメダル

国連メダル （United Nations Medal）は、国際連合が平和維持活動、人道支援、災害の救助に貢献した軍事要員や警察官に授与している従事記章（メダル）の総称。殉職した人員を授章の対象としている記章もある。
記章は大きく分けて3種類あり、朝鮮戦争時に国連軍に発行された「Korea」（United Nations Korea Medal / 国連従軍記章）や1956年から第二次中東戦争時に活動したUNEF（国際連合緊急軍）へ発行された「UNEF」。そして、上記以外のミッションに対して発行されている「Standard」がある。

## 仕様
- Koreaメダル：表にシンボルである国際連合の旗が描かれており、裏には"FOR SERVICE IN THE DEFENCE OF THE PRINCIPLES OF THE CHARTER OF THE UNITED NATIONS"と刻まれている[1]。
- UNEFメダル：表には国際連合の旗と「UNEF」という文字。裏には"IN THE SERVICE OF PEACE"と刻まれている[2]。

- Standardメダル：表には国際連合の旗と「UN」という文字。裏にはUNEFメダルと同様に"IN THE SERVICE OF PEACE"と刻まれている[3]。

全ての記章にはリボンも付属しており、そのパターンがミッションによって異なる。

### ギャラリー

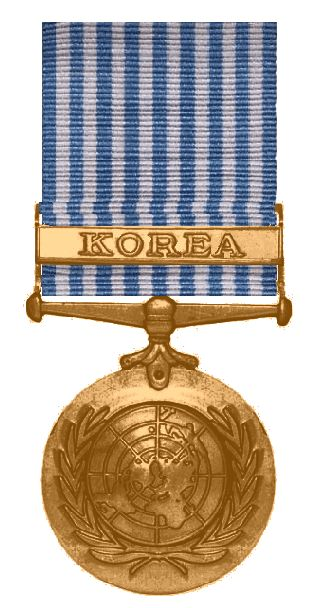
Koreaメダル
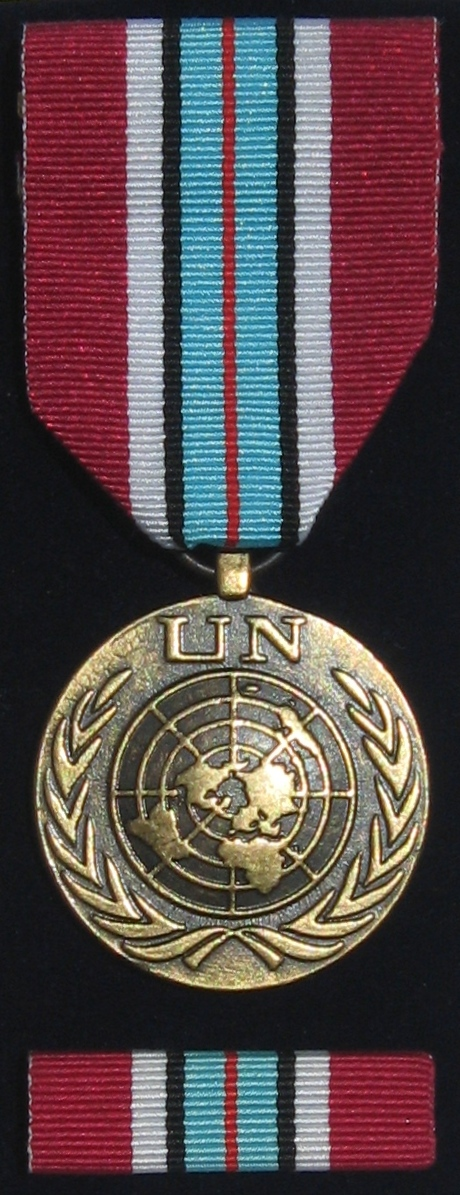
Standardメダル(UNDOF)表
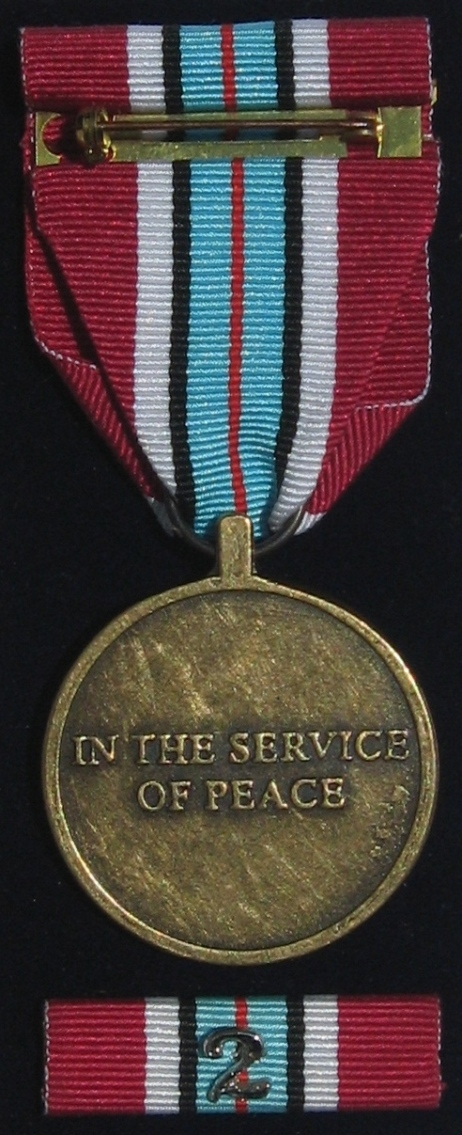
Standardメダル(UNDOF)裏
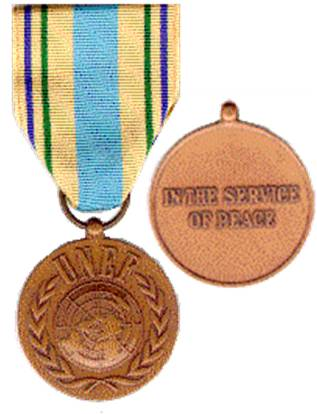
UNEFメダル

## 記章一覧
記章の名称は、一般に「『授章対象となったミッションの略称』+Medal」となる。例えば、国際連合キプロス平和維持軍（UNFICYP）を対象とした記章の場合は、「UNFICYP Medal」となる。
- UNKorea - 国連従軍記章（Koreaメダル）

1950年12月12日（朝鮮戦争時）に設けられた初の国連記章。授章対象は朝鮮戦争に参加した国連軍兵士。当初の記章名は「United Nations Service Medal」だったが、後に改称された。日本では「国連従軍記章」と呼ばれる。
- UNEF Medal - 第一次国際連合緊急軍（UNEFメダル）

- UNTSO - 国際連合休戦監視機構（Standardメダル - 以下同じ）

- UNOGIL - 国際連合レバノン監視団

- UNMOGIP - 国際連合インド・パキスタン軍事監視団

- UNOC - 国際連合コンゴ活動

- UNTEA - 国際連合暫定統治機構(UNTEA)、西イリアン国際連合保安隊(UNSF)

- UNYOM - 国際連合イエメン監視団

- UNFICYP - 国際連合キプロス平和維持軍

- UNEFME - 第二次国際連合緊急軍（なお、UNEFMEは「中東における国際連合緊急軍」の意）

- UNDOF - 国際連合兵力引き離し監視軍

- UNIFIL - 国際連合レバノン暫定駐留軍

- UNIIMOG - 国際連合イラン・イラク軍事監視団

- UNTAG - 国際連合ナミビア独立支援グループ

- ONUCA - 国際連合中米監視団

- UNIKOM - 国際連合イラク・クウェート監視団

- UNAVEM - 第一次国際連合アンゴラ検証団、第二次国際連合アンゴラ検証団、第三次国際連合アンゴラ検証団

- MINURSO - 国際連合西サハラ住民投票監視団

- ONUSAL - 国際連合エルサルバドル監視団

- UNPROFOR - 国際連合保護軍

- UNMOP - 国際連合プレヴラカ監視団

- UNTAES - 国際連合東スラヴォニア・バラニャおよび西スレム暫定統治機構

- MINUGUA - 国際連合グアテマラ人権監視団

- MINURCA - 国際連合中央アフリカ共和国ミッション

- UNMIK - 国際連合コソボ暫定行政ミッション

- UNOMSIL - 国際連合シエラレオネ監視団

- UNPREDEP - 国際連合予防展開軍

- UNMONUC - 国際連合コンゴ民主共和国ミッション

- UNMEE - 国際連合エチオピア・エリトリア派遣団

- UNSSM - en:United Nations Special Service Medal（他のメダルが無い場合に授与されるメダル）

- UNHQ - ニューヨーク本部勤務（90日以上）

- UNMIS - 国際連合スーダン派遣団

- UNPSG - 国際連合文民警察サポート・グループ

- UNTAET - 国際連合東ティモール暫定行政機構

- UNAMET - 国際連合東ティモール・ミッション

- UNMISET - 国際連合東ティモール支援団

- UNONUB - 国際連合ブルンジ活動

- UNMIT - 国際連合東ティモール統合ミッション

- UNAMID - 国際連合アフリカ連合ダルフール派遣団

- MINURCAT - 国際連合中央アフリカ・チャド・ミッション

- UNISFA - 国際連合アビエイ暫定治安部隊（英語版）

- UNMISS - 国際連合南スーダン派遣団

- UNSMIS - 国際連合シリア監視団

- MINUSMA - 国際連合マリ多元統合安定化ミッション

- MINUSCA - 国連中央アフリカ多面的統合安定化ミッション（英語版）

- ダグ・ハマショルド・メダル

平和維持活動中に殉職した国連職員やPKO要員を、追悼し讃えるため1997年に安保理決議1121で設けられた。受章者には、殉職した4名の日本人も含まれている。記章名は、職務中に事故死した国連事務総長・ダグ・ハマーショルドから。

## 参照
1. ↑  Medals of the United Nations: Korea Medal
2. ↑  Medals of the United Nations: UNEF Medal
3. ↑  Medals of the United Nations: UNTSO Medal（Standardメダルの一つ）
4. ↑  「ダグ・ハマショルド・メダル転達式出席」首相官邸ホームページ